# 1932 no desporto

## Eventos
- 30 de julho - Abertura dos X Jogos Olímpicos em Los Angeles.
- A primeira atleta brasileira a participar de uma Olimpíada, a nadadora Maria Lenk, de 17 anos, embarca para Los Angeles. É a única mulher da delegação olímpica.

## Nascimentos
| Data            | Nome              | Profissão                | Nacionalidade           | Observações | Ref    |
| --------------- | ----------------- | ------------------------ | ----------------------- | ----------- | ------ |
| 28 de janeiro   | Valdemar Carabina | ex-técnico e futebolista | Brasil                  | m. 2010     | [ 1 ]  |
| 4 de fevereiro  | Dudley Richards   | patinador artístico      | Estados Unidos          | m. 1961     | [ 2 ]  |
| 14 de fevereiro | Karol Kennedy     | patinadora artística     | Estados Unidos          | m. 2004     | [ 3 ]  |
| 18 de março     | Kurt Oppelt       | patinador artístico      | Áustria                 | m. 2015     | [ 4 ]  |
| 13 de abril     | Jennifer Nicks    | patinadora artística     | Reino Unido             | m. 1980     | [ 5 ]  |
| 31 de maio      | William Thoresson | ginasta                  | Suécia                  |             |        |
| 16 de junho     | Oleg Protopopov   | patinador artístico      | União Soviética/ Rússia | m. 2023     | [ 6 ]  |
| 22 de julho     | Léo Batista       | locutor                  | Brasil                  | m. 2025     | [ 7 ]  |
| 8 de agosto     | Zito              | futebolista              | Brasil                  | m. 2015     | [ 8 ]  |
| 7 de agosto     | Abebe Bikila      | atleta                   | Etiópia                 | m. 1973     | [ 9 ]  |
| 3 de dezembro   | Virginia Baxter   | patinadora artística     | Estados Unidos          | m. 2014     | [ 10 ] |

## Mortes
| Data        | Nome            | Profissão           | Nacionalidade  | Observações | Ref |
| ----------- | --------------- | ------------------- | -------------- | ----------- | --- |
| 11 de julho | Nathaniel Niles | patinador artístico | Estados Unidos | n. 1886     |     |